# 黃洽中
黃洽中（1558年—？），字伯禮，號景臺，湖廣長沙府善化縣民籍長沙縣人，明朝政治人物。

## 生平
萬曆十年（1582年）壬午科湖廣鄉試第三十名，萬曆十一年（1583年）癸未科會試第二百八十四名，登三甲第一百三十一名進士。礼部觀政，本年授浙江归安县知县，十六年升南刑部主事，十七年調簡，補宜春知縣，調樂平知縣，二十年升南刑部主事，二十二年升郎中，二十三年調南禮部，丁憂，二十六年復除户部郎中，二十八年出为太原府知府，三十年調簡。三十八年補江西南安府知府。拾遺調簡，補广西浔州知府，四十四年拾遺。

## 家族
曾祖黃金，曾任壽官；祖父黃仕億，曾任壽官；父黃模，曾任通判。前母陳氏；母龍氏。具庆下。兄河中（儒官）、洛中、浃中。弟澄中、洵中、涵中、源中、湛中。
孫黃鈊，顺治壬辰進士。